# Foodora
Foodora je firma na online objednávání a doručování jídla vlastněná německou společností Delivery Hero. Operuje např. v Česku, Rakousku, Dánsku, Maďarsku, ve Finsku, v Norsku, ve Švédsku nebo v Kanadě. V Česku začala akvizicí někdejší společnosti Dáme jídlo a následným sjednocením jména a značky na Foodora.

## Slovensko
Na Slovensku působila mateřská firma Delivery Hero pod značkou Foodpanda. V roce 2023 prošla tak jako česká pobočka nákladným rebrandingem na Foodora. V následujícím roce Delivery Hero vyhodnotila slovenskou pobočku jako neperspektivní a uzavřela ji. Pobočka předtím vykazovala ztráty, v roce 2022 utržila 2,9 milionu eur a vykázala ztrátu 8,9 milionu eur, v roce 2021 měla ztrátu zhruba 3 miliony eur. Foodora při ukončení pobočky zákazníkům doporučila svého dosavadního konkurenta Bolt Food, který na ukončení zareagoval expanzí do Popradu a Trenčína.